# 凯万·斯托
凯万·斯托（法語：Kevin Staut，1980年11月15日—），法国男子马术运动员。他曾代表法国参加2012年和2016年夏季奥林匹克运动会马术比赛，其中2016年奥运会获得一枚金牌。